# Кінтанар-де-ла-Сьєрра
Кінтанар-де-ла-Сьєрра (ісп. Quintanar de la Sierra) — муніципалітет в Іспанії, у складі автономної спільноти Кастилія-і-Леон, у провінції Бургос. Населення — 2048 осіб (2010).
Муніципалітет розташований на відстані близько 180 км на північ від Мадрида, 65 км на південний схід від Бургоса.

## Демографія
Динаміка населення (INE ):